# بنر مانیا
بنر مانیا (انگلیسی: Banner Mania) نرم‌افزاری برای تهیه برنوشته (به انگلیسی: Banner) برای رایانه‌های سازگار با آی‌بی‌ام بود که کاربر را قادر به ایحاد برنوشته، پوستر، علامت و لوگو می‌کرد.